# Choeroniscus
Choeroniscus är ett släkte av fladdermöss som ingår i familjen bladnäsor.

## Utseende
Individerna blir 50 till 55 mm långa (huvud och bål), har en cirka 12 mm lång svans och väger 5 till 9 g. Underarmarna är 32 till 38 mm långa. Pälsen har vanligen en mörkbrun färg på ryggen och en ljusare färg på undersidan. Dessa fladdermöss har en långdragen nos men den är kortare än resten av huvudet. Liksom hos andra bladnäsor finns ett spetsigt blad (hudflik) på näsan. Den långa tungan har papiller på spetsen. Andra kännetecken är avsaknaden av nedre framtänder och smala kindtänder.

## Ekologi
Släktets medlemmar lever främst i tropiska städsegröna skogar. De besöker även mangrove och fruktodlingar. Arterna vistas i låglandet och i bergstrakter upp till 1300 meter över havet. Som viloplatser registrerades trädens håligheter och undersidan av nedfallna träd. Där bildas mindre flockar med cirka åtta medlemmar. Födan utgörs troligen av frukter, nektar, pollen och insekter. Honor föder en unge per kull.

## Arter
Arter enligt Wilson & Reeder (2005) samt IUCN:
- Choeroniscus godmani, från västra Mexiko till centrala Colombia och regionen Guyana.
- Choeroniscus minor, norra Sydamerika till centrala Bolivia och centrala Brasilien.
- Choeroniscus periosus, västra Colombia och nordvästra Ecuador.

IUCN listar Choeroniscus periosus som sårbar (VU) och de andra arterna som livskraftiga (LC).